# Arsen Eraliev
Arsen Eraliev (kirguís:Арсен Эралиев; distrito de Talas, 15 de mayo de 1990) es un luchador kirguís de lucha grecorromana. Participó en los Juegos Olímpicos de Londres 2012 en la categoría de 55 kg, consiguiendo un 11.º puesto. Compitió en seis campeonatos mundiales. Se clasificó en la quinta posición en 2015. Ganó una medalla de oro en Campeonato Asiático en 2011 y las medallas de bronce en 2013 y 2015. Segunda posición en Campeonato Mundial de Juniores del año 2008 y tercera en 2007.